# Microsoft Forefront Threat Management Gateway
Microsoft Forefront Threat Management Gateway (Forefront TMG; раніше відомий як Microsoft Internet Security and Acceleration Server (ISA Server)) - проксі-сервер для захисту мережі від атак ззовні, а також контролю інтернет-трафіку, який «дозволяє співробітникам компанії безпечно та дієво користуватися ресурсами Інтернету, не турбуючись про шкідливі програми й інші загрози».
9 вересня 2012 Microsoft оголосила про припинення подальшого розвитку Forefront TMG. Основна підтримка була припинена після 14 квітня 2015 року, а розширена підтримка закінчиться 14 квітня 2020 року. Продукт не доступний для придбання з 1 грудня 2012 року.

## Опис
Продукт прийшов на зміну Microsoft Internet Security and Acceleration Server (ISA Server), ще раніше проксі-сервера Microsoft Proxy Server від Microsoft .
Дозволяє організувати захист локальної мережі від втручань з мережі Інтернет і безпечно оприлюднювати різні види серверів, дає можливість розподіляти доступ користувачів локальної мережі до ресурсів Інтернету. Оснащений засобами для аналізу відвідуваних ресурсів, обліку трафіку, а також захисту проти атак з мережі Інтернет. Має різні види автентифікації і авторизації, в тому числі підтримує аутентифікацію Active Directory. Підтримує як робочі групи, так і домени Windows NT. Має безліч плагінів для відстеження вихідного та вхідного трафіку.

## Версії

### Microsoft Proxy Server
У 1996 році війна браузерів між Microsoft Internet Explorer і Netscape Navigator була в самому розпалі і Microsoft шукала можливості для поліпшення позицій свого браузера. В цей час, компанія Netscape початку продажу web проксі сервера Netscape Proxy Server, який дозволяв економити час завантаження і витрати на дорогий інтернет-трафік шляхом кешування зображень і вебсторінок локальним сервером. Прямою відповіддю на це в жовтні 1996 року був випущений Microsoft Proxy Server v1.0 (кодове ім'я Catapult) розрахований на роботу з Windows NT 4.0  .
Microsoft Proxy Server v2.0 був випущений в грудні 1997 року і приніс такі можливості як створення масиву проксі-серверів, функцію зворотного проксі та зворотного хостингу (reverse hosting, сервер відповідає на вхідні web-запити за сервери, які стоять позаду нього).

### ISA Server 2000
18 березня 2001 року було випущено Microsoft Internet Security and Acceleration Server 2000. Нова версія принесла такі можливості, як виявлення вторгнень, підтримка Active Directory і віртуальних приватних мереж (VPN), SecureNAT, поділ смуги пропускання та інші можливості. ISA Server 2000 був представлений в Standard і Enterprise редакціях. Такі технології, як High-Availability Clustering не були включені до Standard Edition. ISA Server 2000 вимагав для роботи Windows 2000 (будь-якої редакції, крім Professional), а також працював на Windows Server 2003.

### ISA Server 2004
Microsoft Internet Security and Acceleration Server 2004 випущений 8 вересня 2004 року.

### ISA Server 2006
17 жовтня 2006 року було випущено Microsoft Internet Security and Acceleration Server 2006. Це оновлена версія ISA Server 2004 зберегла всі можливості Server 2004 року, за винятком Message Screener.

### Microsoft Forefront Threat Management Gateway 2010
Microsoft Forefront Threat Management Gateway 2010 року (Forefront TMG 2010) випущено 17 листопада 2009. Ця версія заснована на ISA Server 2006 і забезпечує поліпшений захист веб трафіку, рідну підтримку 64-бітних систем, підтримку Windows Server 2008 і Windows Server 2008 R2 і вбудований захист від шкідливих програм.

### Припинення подальшого розвитку
9 вересня 2012 Microsoft оголосила про припинення подальшого розвитку Forefront TMG. Основна підтримка буде припинена після 14 квітня 2015 року, а розширена підтримка закінчиться 14 квітня 2020 року. Препарат не буде доступний для придбання після 1 грудня 2012 року. На сьогодні доступний тільки в складі апаратних рішень OEM партнерів Microsoft.